# Oddr Snorrason
Oddr Snorrason was een 12e-eeuwse IJslandse Benedictijner monnik uit het Þingeyrar-klooster (Þingeyrarklaustur). Dit klooster werd in 1133 gesticht en was het eerste in IJsland. Oddr Snorrason staats met name bekend als de schrijver van Óláfs saga Tryggvasonar, een in het Latijn geschreven koninklijke biografie over het leven van de 10e-eeuwse Noorse koning Olaf Tryggvason.
Het onderwerp van dit werk is de 10e-eeuwse Noorse koning Olaf Tryggvason. Het oorspronkelijke in het Latijn geschreven werk is bijna volledig verloren gegaan, maar er zijn bijna twee complete versies en een fragment van een derde versie in vertaling in het Oudnoords bewaard gebleven. Het werk wordt vaak aangeduid als Óláfs saga Tryggvasonar. Oddr maakte gebruik van eerder geschreven werken waaronder die van Sæmundr Fróði en Ari Þorgilsson alsook Acta Sanctorum in Selio en mogelijk de Historia de Antiquitate Regum Norwagiensium. Op zijn beurt maakte Snorri Sturluson bij het schrijven van de Heimskringla, net als de auteur van Olafs saga Tryggvasonar en mesta gebruik van het werk van Oddr Snorrason.
Het is moeilijk te zeggen hoe dicht de Oudnoordse vertaling van Oddrs Óláfs saga bij het Latijnse origineel blijft, maar er is duidelijk sprake van beïnvloeding door de hagiografie, aangezien koning Olaf als de apostel van de Noren wordt weergegeven.
Het oorspronkelijke auteurschap van Yngvars saga víðförla wordt soms ook aan Oddr toegeschreven. Geleerden stonden sceptisch tegenover deze bewering, maar in de afgelopen jaren wordt deze toeschrijving meer geaccepteerd.

## Voetnoten
1. ↑  Þingeyrarklaustur (Historische plaatsen in Noordwest IJsland)
2. ↑  Hoops 2003, blz. 66.
3. ↑  Yngvars saga víðförla
4. ↑  Ross 2000, blz. 306-8; Oddr Snorrason 2003, blz. 3.